# Cal MacAninch
Cal MacAninch (Glasgow, 24 november 1963) is een Schotse acteur, bekend door het spelen van de Detective Inspector John Keenan in de politieserie Holby Blue. De serie werd uitgezonden door de BBC gedurende 2007-2008. Het is een twintigdelige serie over een politiebureau in de denkbeeldige stad Holby en laat het leven en de liefdes zien van de medewerkers van dit bureau.
Macaninch speelde ook de rol van Rowan Collins in de ITV-serie Wild at Heart.

## Filmografie
- Silent Witness (1 aflevering) 2025 als David Whitley
- Merlin (1 aflevering) 2008 als Tauren
- Breakfast (1 aflevering) 2008
- Holby Blue (20 afleveringen) 2007-2008 als DI John Keenan
- Sorted (6 afleveringen) 2006 als Radge
- The Ghost Squad (1 aflevering) 2005 als D.I. Mike Pearce
- Murphy's Law (1 aflevering) 2004 als DS Nic Winters
- Silent Witness (1 aflevering) 2003 als Michael Patterson
- Rockface (7 afleveringen) 2002 als Ben Graig
- Waking the Dead (1 aflevering) 2001 als Alex Bryson/Sam Keel
- Ruth Rendell Mysteries (1 aflevering) 1999 als Finn
- Screen One (1 aflevering) 1991 als Axle
- Taggart (1 aflevering) 1990 als Heckler